# Sporothrix fungorum
Sporothrix fungorum är en svampart som beskrevs av de Hoog & G.A. de Vries 1973. Sporothrix fungorum ingår i släktet Sporothrix och familjen Ophiostomataceae.   Inga underarter finns listade i Catalogue of Life.